# Rally de Madrid de 1999
El Rally de Madrid de 1999, oficialmente 16.º Rallye de Madrid, fue la decimosexta edición y la duodécima cita de la temporada 1999 del Campeonato de España de Rally. Fue también puntuable para el campeonato de Madrid, el campeonato de Extremadura, el Desafío Peugeot, la Copa Ibiza y la Copa Saxo. Se celebró del 26 al 27 de noviembre y contó con un itinerario de catorce tramos que sumaban un total de 148,7 km cronometrados.

## Itinerario
| Día   | Tramo | Nombre         | Distancia |
| ----- | ----- | -------------- | --------- |
| Día 1 | TC1   | El Espartal    | 9.70 km   |
| Día 1 | TC2   | El Atazar      | 15.80 km  |
| Día 1 | TC3   | La Cabrera     | 5.40 km   |
| Día 1 | TC4   | Madarquillos   | 7.20 km   |
| Día 1 | TC5   | Navafría       | 16.40 km  |
| Día 1 | TC6   | Canencia       | 12.30 km  |
| Día 1 | TC7   | El Espartal 2  | 9.70 km   |
| Día 1 | TC8   | El Atazar 2    | 15.80 km  |
| Día 1 | TC9   | La Cabrera 2   | 5.40 km   |
| Día 1 | TC10  | Madarquillos 2 | 7.20 km   |
| Día 1 | TC11  | Navafría 2     | 16.40 km  |
| Día 1 | TC12  | Canencia 2     | 12.30 km  |
| Día 1 | TC13  | La Cabrera 3   | 5.40 km   |
| Día 1 | TC14  | El Espartal 3  | 9.70 km   |

## Clasificación final
| Pos. | Piloto                | Copiloto            | Automóvil                    | Tiempo  | Diferencia |
| ---- | --------------------- | ------------------- | ---------------------------- | ------- | ---------- |
| 1.   | Jesús Puras           | Marc Martí          | Citroën Xsara Kit Car        | 1:19:55 | 0.0        |
| 2.   | Manuel Muniente       | Diego Vallejo       | Peugeot 306 Maxi             | 1:19:58 | +0:03      |
| 3.   | Luis Monzón           | José Carlos Déniz   | Peugeot 306 Maxi             | 1:20:17 | +0:22      |
| 4.   | Oriol Gómez           | Oriol Julià         | Renault Mégane Maxi          | 1:23:45 | +3:50      |
| 5.   | Miguel Ángel Fuster   | José Vicente Medina | Citroën Saxo Kit Car         | 1:24:16 | +4:21      |
| 6.   | Sergio Vallejo        | Mario González Tomé | Citroën Saxo Kit Car         | 1:24:40 | +4:45      |
| 7.   | Joan Vinyes           | Xavier Lorza        | SEAT Ibiza GTi 16V Júnior    | 1:26:16 | +6:21      |
| 8.   | Miguel Martínez-Conde | Felipe Alonso       | Mitsubishi Lancer Evo VI     | 1:26:39 | +6:44      |
| 9.   | Marc Blázquez         | Carlos del Barrio   | SEAT Ibiza Kit Car Evo2      | 1:26:52 | +6:57      |
| 10.  | Ignacio Sanfilippo    | Guifré Pujol        | Mitsubishi Carisma GT Evo VI | 1:27:02 | +7:07      |